# Liechtensteiner-Cup 1983-1984
La Liechtensteiner-Cup 1983-1984 è stata la 39ª edizione della coppa nazionale del Liechtenstein conclusa con la vittoria finale del FC Balzers, al suo settimo titolo e quarto consecutivo.
Della competizione è noto solo il risultato della finale.

## Finale
| Schaan | FC Balzers | 2 – 0 | Vaduz |  |